# Calisto sybilla
Calisto sybilla är en fjärilsart som beskrevs av Bates 1934. Calisto sybilla ingår i släktet Calisto och familjen praktfjärilar. Inga underarter finns listade i Catalogue of Life.